# تریسی بروگان
تریسی بروگان (به انگلیسی: Tracy Brogan) یکی از پرفروش‌ترین نویسندگان رمان تاریخی و داستانِ زنان است. شهرت او بیشتر به خاطر سری داستان‌های بل هاربر(به انگلیسی: Bell Harbor) می‌باشد. داستان‌های بلند وی به زبان‌های ژاپنی، آلمانی و فرانسه ترجمه شده‌اند. همچنین کتاب‌های وی ستایش و توجه فراوانی را هم از سوی کارشناسان فن و نیز خوانندگان به صورت یکسان کسب نموده‌اند.
داستان بلند وی؛ «دوستم بدار عزیزم» (به انگلیسی: Love Me Sweet)، در سری پرفروش‌ترین‌های بل هاربر، در ۲۷ ژانویه ۲۰۱۵ منتشر شده‌است.
بروگان اهل ایالت میشیگان آمریکا می‌باشد و در حال حاضر به همراه خانواده‌اش در آنجا زندگی می‌کند.
کتاب وی؛(به انگلیسی: Crazy Little Thing) توسط فیروزه مهرزاد و با عنوان سرخوشی‌های کوچک احمقانه به فارسی ترجمه و توسط انتشارات پردیس دانش در سال ۱۳۹۴ منتشر شده‌است.

## آثار
- سرخوشی‌های کوچک احمقانه(۲۰۱۲)
- بهترین درمان(۲۰۱۴)
- دوستم بدار عزیزم(۲۰۱۵)

## جوایز
سرخوشی‌های کوچک احمقانه (۲۰۱۲):
- رتبه اول پرفروش‌ترین‌های آمازون در رده رمان تاریخی
- رتبه پانزدهم مجله وال‌استریت
- فینالیست بهترین نویسنده رمان آمریکایی(ریتا)
- برنده طلایی گلدن کوئیل
- جایزه پرفروش‌ترین کتاب